# Reem Alabali-Radovan
Reem Alabali-Radovan   (Moscou, 1 de maig de 1990) és una política alemanya del Partit Socialdemòcrata que ha estat ministra de Cooperació Econòmica i Desenvolupament del govern del canceller Friedrich Merz des del maig de 2025.
Alabali-Radovan és membre del Bundestag des del 2021. A més de la seva tasca parlamentària, va exercir com a ministra d'Estat a la Cancelleria i comissària federal per a la Migració, Refugiats i Integració al gabinet del canceller Olaf Scholz del 2021 al 2025. És la primera persona d'ascendència iraquiana al Bundestag.
Els seus pares, assiris iraquians que s'oposaven al govern de Saddam Hussein, es van traslladar a la Unió Soviètica a la dècada de 1980 per estudiar enginyeria. El seu avi patern, Muhammad Salih Alabali va ser un líder de la resistència iraquiana que havia estat executat pel govern baasista. El 1996, la família va sol·licitar i rebre asil a Alemanya, i es van establir a Mecklenburg-Pomerània Occidental.
Alabali-Radovan va completar els seus estudis escolars al Gymnasium Fridericianum Schwerin. Es va llicenciar en ciències polítiques a la Universitat Lliure de Berlín i va començar un màster a distància en Cooperació per al Desenvolupament Sostenible a la Universitat Tècnica de Kaiserslautern.